# Aidan Morris
Aidan Morris (Fort Lauderdale, 16 de noviembre de 2001) es un futbolista estadounidense que juega en la demarcación de centrocampista para el Middlesbrough F. C. de la EFL Championship.

## Selección nacional
Tras jugar en las categorías inferiores de la selección, finalmente hizo su debut con la selección de fútbol de Estados Unidos en un partido amistoso contra Serbia que finalizó con un resultado de 1-2 a favor del combinado serbio tras los goles de Luka Ilić y Veljko Simić para Serbia, y de Brandon Vazquez para el conjunto estadounidense.

## Clubes
| Club                | País           | Año       | Partidos | Goles |
| ------------------- | -------------- | --------- | -------- | ----- |
| Columbus Crew       | Estados Unidos | 2020-2024 | 104      | 7     |
| Columbus Crew 2     | Estados Unidos | 2022      | 3        | 0     |
| Middlesbrough F. C. | Inglaterra     | 2024-     | 37       | 0     |

## Palmarés

### Títulos nacionales
| Título  | Club          | País           | Año  |
| ------- | ------------- | -------------- | ---- |
| MLS Cup | Columbus Crew | Estados Unidos | 2020 |
| MLS Cup | Columbus Crew | Estados Unidos | 2023 |